# I Herrens barmhärtiga händer
I Herrens barmhärtiga händer är en psalm med text skriven 1947 av Oscar Lövgren och musik skriven 1950 av Jacob Nyvall.

## Publicerad i
- Psalmer och Sånger 1987 som nr 628 under rubriken "Att leva av tro - Förtröstan - trygghet".[2]
- Segertoner 1988 som nr 544 under rubriken "Att leva av tro - Förtröstan - trygghet".[1]